# 瑟吉歐·米崔
瑟吉歐·米崔（英語：Sergio Armando Mitre，1981年2月16日—）生於加利福尼亞州的洛杉磯市。2003年初登板於芝加哥小熊，2006年至2007年效力於佛羅里達馬林魚，2008年因傷沒有在大聯盟出賽。2008年和紐約洋基簽下合約，在2009年因王建民受傷的關係而登上大聯盟的舞台。2011年被交易至密爾瓦基釀酒人，最後洋基把米崔找回來。

## 職業生涯
- 米崔是在2001年大聯盟選秀第7輪被芝加哥小熊隊選中的選手[1]。
- 米崔在2003年升上大聯盟，投三場比賽拿下0勝1敗、防禦率8.31的不理想成績。
- 2006年小熊隊以米崔及兩名小聯盟球員和佛羅里達馬林魚隊交易胡安·皮埃爾[2]。
- 2008年米崔沒有出場比賽，在7月15日接受尺骨附屬韌帶重建術[3]。
- 2008年11月3日米崔和紐約洋基隊簽下一年加上2010年選擇權的小聯盟合約[4]。
- 2009年因王建民受傷整季報銷的關係，而被球隊升上大聯盟，在7月21日先發面對巴爾的摩金鶯隊，投5.2局責失3分，拿下勝投[5]。11月18日，洋基拒絕執行米崔2010年的合約[6]。2010年1月6日，雙方在薪資仲裁申請開跑的第2天，簽下1年85萬美元合約，加上激勵獎金最多可到125萬美元。米崔將會在春訓時競爭先發輪值的最後一個位置，也有可能以後援投手的身份進入開季25人名單[7]。
- 2010年8月19日，於對底特律老虎的比賽中，於第7局登板並投完3局，順利拿下個人在大聯盟的第一個救援成功[8]。
- 2011年3月25日，洋基以米崔和密爾瓦基釀酒人交易外野手Chris Dickerson[9]。

## 私人生活
- 米崔有一個兒子在在2006年12月29日出生.[10]。

## 外部連結
- 球員資訊和成績在MLB ，ESPN ，Retrosheet ，Baseball Reference ，Baseball Reference (Minors) ，Fangraphs ，The Baseball Cube （英文）